# Gavião-carijó
O gavião-carijó, (nome científico: Rupornis magnirostris ou Buteo magnirostris) também conhecido pelos nomes de anajé, gavião-indaié, inajé, ripino, indaié, gavião-pega-pinto e pega-pinto, é um gavião da família dos acipitrídeos, encontrado em diferentes ambientes, ocorrendo do México à Argentina e em todo o Brasil. 
No Brasil, é a espécie de gavião mais abundante, podendo ser encontrado em ambientes urbanos e rurais, onde desempenha um papel importante no equilíbrio ecológico da fauna como reguladores da seleção, evitando uma superpopulação de roedores, pequenas aves que podem ser propagadores de doenças como os pardais, além de eliminar indivíduos doentes.

## Nomes populares
O nome gavião-carijó foi selecionado como nome vernáculo técnico para a espécie Rupornis magnirostris pelo Comitê Brasileiro de Registros Ornitológicos (CBRO) em 2021. O adjetivo carijó refere-se às estrias alternando branco e marrom encontradas na parte ventral da ave. 

## Características
É uma ave de rapina, carnívora e com predação diurna, facilmente encontrada em todo o Brasil. Por ser uma ave de caça, possui garras nas patas para facilitar o agarramento e a laceração da presa com seu bico afiado e duro. Sua plumagem apresenta alguma variação de acordo com a região encontrada, muito embora sempre irão se destacar várias faixas claras em contraste com as faixas cinza escuras ou negras. Praticamente não há variação de plumagem entre a fêmea e o macho, porém a fêmea é um pouco maior que o macho. O nome vulgar "carijó” se refere ao padrão de listras encontradas no peito.
A espécie possui cerca de 36 cm de comprimento, com plumagem variando de cinza a marrom e negro nas partes superior, peito cinza, asas com base das primárias ferrugíneas, partes inferiores barradas de canela, cauda com quatro ou cinco faixas escuras, íris e tarsos amarelos. 
Há uma diferença entre os gaviões adultos e os imaturos. Quando jovens eles podem ser confundidos com vários outras espécies de gaviões, pois apresentam a coloração marrom-carijó. Já os gaviões adultos apresentam a ponta do bico negra com a base amarelada; a cabeça e a parte superior das asas são amarronzadas, e posteriormente ficam cinza à medida que a ave amadurece e se torna o típico gavião-carijó com suas listras negras no peito.

## Reprodução
O gavião-carijó vive em casais que constroem ninhos com cerca de meio metro de diâmetro no topo de árvores. A postura de em média 2 ovos é depositada sobre um revestimento de folhas secas e incubada pela fêmea. Os ovos são geralmente manchados, de cor muito variável, até dentro de uma mesma postura. 
Quando está se reproduzindo pode tornar-se agressivo, atacando até mesmo seres humanos que se aproximem de seu ninho. Durante este período de cerca de um mês, a fêmea é alimentada pelo macho. No sul do Brasil, eles iniciam o acasalamento no mês de agosto e durante esta época é possível observá-los em casais voando em patrulha, vocalizando várias vezes, um respondendo ao outro em voo. Geralmente nessa época de reprodução essas aves vocalizam com maior frequência do que nas demais etapas de seu ciclo de vida.

## Alimentação
O gavião-carijó é uma ave carnívora e tem hábito alimentar bastante diversificado. Geralmente se alimenta de insetos, cobras, pequenas aves e lagartos, porém, devido a sua vasta distribuição geográfica, seu hábito alimentar varia de acordo com seu habitat. Eles também costumam atacar ninhos, aproveitando da fragilidade dos filhotes. O R. magnirostris desenvolve um papel importante na cadeia alimentar por ser um predador de topo. Além de contribuir para o controle populacional, também atua como bioindicador de alterações ambientais e/ou da qualidade do hábitat, devido á sensibilidade a metais pesados.
De modo geral, todas as aves de rapinas têm uma excelente visão, que se torna um fator muito importante a seu favor, contribuindo diretamente para torná-los ótimos caçadores; além disso, eles podem dar um giro completo com sua cabeça, tornando-os ainda mais certeiros na sua caça. Apesar de serem pássaros generalistas e oportunistas, esses falcões não exploram habitats aleatoriamente, preferindo ou evitando determinados habitats que tenha grandes disponibilidade de alimentos sem muita competição. geralmente optando por área territorial que  inclui um mosaico de vegetação natural e perturbada, incluindo regiões fechadas (floresta, plantações de eucalipto e plantações, bem como áreas abertas, pastagem, grandes plantações de lavouras como de cana-de-açúcar.
O tamanho relativamente pequeno da área de vida do falcão-carijó pode ser explicado por uma combinação de fatores. Um deles são os hábitos generalistas e oportunistas deste raptor. Dietas amplas e oportunistas promovem ampla acessibilidade aos recursos alimentares, o que pode explicar, pelo menos parcialmente, o uso de pequenas áreas por essa espécie. Outro fator que pode estar associado ao tamanho da área de vida é o forrageamento, método usado principalmente por esse falcão, o “still hunt” (caçador que espreita a caça).
O trato intestinal do gavião-carijó apresenta características que facilitam a sua adaptação alimentar. A morfometria macroscópica do trato intestinal sugere que este tenha uma baixa velocidade de esvaziamento, o que faz com que ele se mantenha onde tenha pouca disponibilidade de alimentos, podendo migrar para outro local que venha dispor de mais abundância. Eles possuem intestino curto e pesado. Além disso, a presença de cecos vestigiais indica um hábito alimentar carnívoro, visto que em herbívoros os mesmos são maiores, já que realizam fermentação bacteriana para quebra de celulose.

## Comportamento
O canto do gavião-carijó é muito característico da espécie. Ele geralmente se empoleira em galhos ou fios e redes elétricas e emite seu canto agudo e áspero, podendo causar estranheza para as pessoas que não estão familiarizadas com a espécie. O canto também é usado para demarcar território, às vezes já assustando as presas ao redor; eles também usam o canto para cortejo da fêmea.

## Subespécies
São reconhecidas doze subespécies:
- Rupornis magnirostris magnirostris (Gmelin, 1788) - ocorre do oeste do Equador até as Guianas e na Amazônia brasileira.
- Rupornis magnirostris griseocauda (Ridgway, 1874) - ocorre do México até o noroeste da Costa Rica e no oeste do Panamá.
- Rupornis magnirostris conspectus (J. L. Peters, 1913) - ocorre do sudoeste do México (nas regiões de Tabasco e na Península de Yucatán) até o norte de Belize.
- Rupornis magnirostris sinushonduri (Bond, 1936) - ocorre em Honduras, nas ilhas de Bonacca e Roatán.
- Rupornis magnirostris petulans (P. L. Sclater & Salvin, 1869) - ocorre no sudoeste da Costa Rica e no oeste do Panamá e nas ilhas adjacentes.
- Rupornis magnirostris alius (J. L. Peters & Griscom, 1929) - ocorre nas ilhas Pérola (San José e San Miguel) no Golfo do Panamá.
- Rupornis magnirostris occiduus (Bangs, 1911) - ocorre no oeste da Amazônia brasileira, no Peru e no norte da Bolívia.
- Rupornis magnirostris saturatus (P. L. Sclater & Salvin, 1876) ocorre do sudoeste do Brasil até o Paraguai, Bolívia e no oeste da Argentina.
- Rupornis magnirostris nattereri (P. L. Sclater & Salvin, 1869) - ocorre no nordeste do Brasil, até o sul do estado da Bahia.
- Rupornis magnirostris magniplumis (W. Bertoni, 1901) - ocorre do sudeste e sul do Brasil até o nordeste da Argentina, na província de Misiones e na região adjacente do Paraguai.
- Rupornis magnirostris pucherani (J. Verreaux & E. Verreaux, 1855) - ocorre no Uruguai e no noroeste da Argentina ao sul da Província de Buenos Aires.
- Rupornis magnirostris gracilis (Ridgway, 1885) - ocorre nas ilhas de Cozumel e Holbox ao largo da Península de Yucatán.